# Bucle (música)

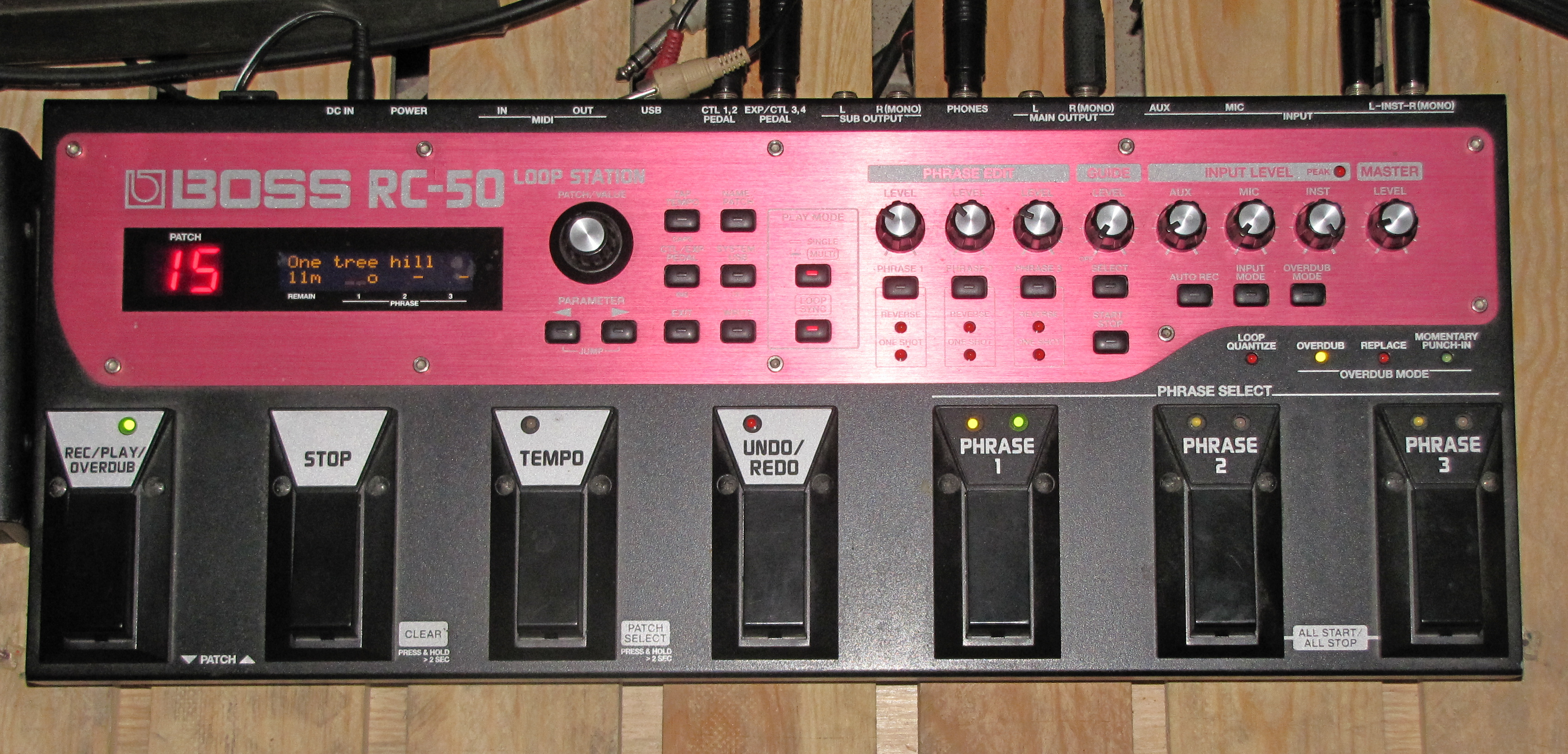
El pdeal Boss RC-50 Loop Station permet el live looping.

Un bucle (en anglès loop), en el món de la música, consisteix en un o diversos samples sincronitzats que ocupen generalment un o diversos compassos musicals exactes i es graven o reprodueixen enllaçats en seqüència, una vegada darrera l'altra donant la sensació de continuïtat.
Els samples o bucles poden repetir-se utilitzant diversos mètodes com cintes de casset, efectes de retard (delay), giradiscs, samplers, o amb l'ajuda de programari específic per ordinadors.

## Definicions
«Els loops són seccions curtes de les pistes (normalment, entre un i quatre compassos de longitud), que es creen per a ser repetides. Un loop no és qualsevol sample, sinó.... que és una secció petita d'un so que es repeteix contínuament.»
«Un loop és un petit treball que s'ha preparat especialment per a ser repetit quan l'arxiu d'àudio arriba al seu final.»

## Orígens
Les repeticions s'utilitzen en la música de totes les cultures, però els primers músics a utilitzar els loops com a tècnica principal de desenvolupament van ser Pierre Henry, Edgard Varèse i Karlheinz Stockhausen. La música de Stockhausen estava influenciada pel grup The Beatles i els seus treballs es basaven en gravacions d'aquest grup encadenades i retocades. Els loops també van ser usats a mitjans dels anys 60 a la música psicodèlica. Temes com Tomorrow Never Knows el 1966 i l'avantguardista Revolution 9 el 1968 van ser els que, fonamentalment, van inaugurar aquesta nova tècnica en el panorama musical que va passar a denominar looping. Més endavant, inspirats per Terry Riley utilitzant enregistraments en una màquina que utilitzava dues cintes d'àudio Brian Eno i el guitarrista Robert Fripp van crear un senzill aparell per crear el seu àlbum No Pussyfooting i ho van denominar Frippertronics.
Una altra manera de crear música a través d'aquestes noves tècniques va ser l'ús de loops gravats per endavant, així van sorgir estils musicals com el hip-hop, trip hop, techno, drum and bass, al dub contemporani i fins i tot en bandes sonores de pel·lícules.